# Omán en los Juegos Olímpicos de Atenas 2004
Omán estuvo representado en los Juegos Olímpicos de Atenas 2004 por dos deportistas masculinos que compitieron en dos deportes.
El portador de la bandera en la ceremonia de apertura fue el atleta Hamud Al-Dalhami. El equipo olímpico omaní no obtuvo ninguna medalla en estos Juegos.